# Stanisław Eleszkiewicz
Stanisław Eleszkiewicz (ur. 1900 w Czutowem k. Połtawy, zm. 1963 w Paryżu) – polski malarz i witrażysta tworzący we Francji.

## Życiorys
We wczesnym dzieciństwie po śmierci matki wraz z ojcem zamieszkał w Warszawie, skąd mając dwanaście lat wrócił do Czutowego. W 1914 został uczniem Szkoły Sztuk Plastycznych w Myrhorodzie, naukę przerwał mu w 1918 wybuch wojny. Stanisław Eleszkiewicz wstąpił do stacjonującego w Połtawie oddziału kawalerii, ale podczas jednej z bitew został poważnie ranny. Rekonwalescencja trwała ponad pół roku, niestety kontuzjowana noga do końca życia pozostała niesprawna i przyszły malarz został inwalidą. W 1919 opuścił Rosję i wyjechał przez Turcję do Grecji, gdzie rozpoczął studia w Szkole Sztuk Plastycznych (gr: Ανωτάτη Σχολή Καλών Τεχνών) w Atenach pod kierunkiem Konstantinosa Parthenisa (1878-1967). Po dwóch latach zakończył naukę i udał się do Włoch, gdzie w Neapolu miała miejsce pierwsza wystawa tworzonych przez niego rysunków i gwaszy. Na krótko pojawił się w Rzymie, aby w 1923 wyjechać do Paryża, gdzie spędził resztę życia. Początkowo pracuje w tworzącej mozaiki pracowni „Gentile i Bourde”, ale od 1927 zaczyna współpracę z wybitnym witrażystą Jeanem Gaudinem. Gaudin wywiera ogromny wpływ na Eleszkiewicza, dla którego tworzenie witraży jawi się, jako połączenie monumentalnego malarstwa, doboru barwi i precyzji rysunku. Na ten okres datuje się powrót artysty do malarstwa, wtedy też miała miejsce wystawa jego dorobku w Salonie Paryskim (1926, 1928, 1930). Wkrótce po tym ma miejsce wystawa w D'Art du Montparnasse (1928). W 1944 miała miejsce pierwsza z trzech wystaw w Drout-Provence (kolejne w 1945 i 1951). W 1945 zakończył współpracę z Jeanem Gaudinem i zaczął zarabiać na życie konserwacją obrazów. W 1948 dzieła Eleszkiewicza wystawiono w Vieux Colombier. Zmarł w 1963 w Paryżu. Po śmierci Stanisława Eleszkiewicza miały miejsce wystawy jego dzieł we Francji oraz wystawa w USA, w Lipert Gallery (1986).

## Twórczość
Przy użyciu farb olejnych, gwaszu i rysunku pastelami tworzył pełne ekspresji kompozycje figuralne, sporadycznie pejzaże i widoki miast. Były to widoki małych miast, ludzi biednych, zaniedbanych. Wiele obrazów było kompozycjami symbolicznymi, sporadycznie zbliżonymi do surrealizmu. Jego twórczość charakteryzowały ciemne barwy, masywne formy, który były obwiedzione wyraźnym konturem. 
Ekspresję wydobywał poprzez zamaszysty rysunek i masywne formy, często obwiedzione grubym konturem oraz ciemną kolorystykę obrazów. Niemałą spuściznę stanowią mozaiki, witraże i szkła artystyczne i inne. Z czasów współpracy z Jeanem Gaudinem pozostały witraże w wielu paryskich kościołach. Spadkobiercą artystycznym twórczości Stanisława Eleszkiewicza był jego najbliższy przyjaciel Mieczysław Lurczyński